# Торингтон, Ричард
Ричард Уэйнрайт Торингтон (младший) или Дик Торингтон (24 декабря 1937, Филадельфия — 24 февраля 2017, Бетесда, Мэриленд) — американcкий териолог, основными объектами исследований которого были белки и обезьяны Нового Света.

## Биография
Дик Торингтон родился 24 декабря 1937 года в Филадельфии, штат Пенсильвания, в семье Кэтрин Луизы Моффат Торингтон и Ричарда Уэйнрайта Торингтона-старшего.
Торингтон окончил подготовительную Хаверфордскую школу, а затемб поступив в Принстонский университет, получил там  в 1959 году степень бакалавра по биологии. В 1963 году он получил степень магистра по  биологии в Гарвардском университете. В 1964 году он получил докторскую степень Ph.D., защитив диссертацию «Биология хвостов грызунов: исследование формы и функции», выполненную под руководством Эрнста Майра. Затем он работал до 1969 года приматологом в Региональном центре приматов Гарвардского университета в Саутборо в Массачусетсе и проводил исследования обезьян в тропических лесах Бразилии, Колумбии и Панамы. В 1976 году у него диагностировали болезнь Шарко — Мари — Тута, которая привела к тетраплегии и помешала дальнейшей работе в тропиках. С 1969 по 1976 год он был младшим куратором млекопитающих в Национальном музее естественной истории Смитсоновского института в Вашингтоне, округ Колумбия. С 1976 года он взял на себя руководство отделением маммологии, где он курировал коллекцию из 30 000 образцов. Он был почётным куратором (Curator emeritus) после выхода на пенсию в 2009 году. Его преемником стал Кристофер Хелджен в декабре 2009 года.
С начала до середины 1970-х Торингтон был председателем Комитета по сохранению нечеловеческих приматов, где он работал над охраной неотропических приматов.
В дополнение к многочисленным специализированным статьям, опубликованным в Journal of Mammalogy, Journal of Vertebrate Paleontology и Journal of Mammalian Evolution, а также некоторым книгам Торингтон участвовал в написании нескольких глав в важных сводках. Он отвечал за стандартную работу в справочнике Mammal Species of the World (Виды млекопитающих мира) 2005 года издания по подготовки раздела о белках (Sciuridae). Для шеститомной работы «Млекопитающие Африки» Джонатана Кингдона от 2013 года он написал статью cемействе Беличьих и вводную статью о малых шипохвостах (Idiurus), а также очерки нескольких видов. Другие области исследований включали шерстокрылов (Dermoptera), летяг (Pteromyini) и cумчатых летяг (Petauridae). Кроме того, он участвовал в палеонтологических публикациях примерно в 1984 году вместе с Робертом Дж. Эмри (Robert J. Emry) в сравнении древнейшего из известных на тот момент рода белок Protosciurus и окаменелостей Protosciurus jeffersoni, сегодня Douglassciurus jeffersoni, с современными древесными белками.  В 2007 году Эмри и его коллега Уильям В. Корт назвали ископаемую белку  Hesperopetes thoringtoni, это один из трёх новых видов, названных в честь Ричарда У. Торингтона.
Торингтон был членом Американского общества маммологов.
Дик Торингтон скончался  24 февраля 2017 года в возрасте 79 лет от осложнений после бактериальной инфекции крови.

## Семья
В 1967 году он женился на Кэролайн «Кэри» Миллер, художнице. У них было две дочери, Эллен и Кэтрин, тоже биологи.

## Научные труды
- Committee on Conservation of Nonhuman Primates, 1973
- Neotropical Primates: Field Studies and Conservation. National Academy of Sciences, Washington D. C., 1976 (в соавторстве Paul G. Heltne)
- Squirrels: The Animal Answer Guide, 2008 (в соавторстве Katie E. Ferrell)
- Squirrels of the World, 2012 (в соавторстве John L. Koprowski, Michael A. Steele)
- Gliding Mammals: Taxonomy of Living and Extinct Species, 2012